# I'll Be Seeing You (film din 1944)
I'll Be Seeing You este un film american din 1944 regizat de William Dieterle. Este creat în genurile film de Crăciun, dramatic. Rolurile principale au fost interpretate de actorii  Joseph Cotten, Ginger Rogers și Shirley Temple, cu  Spring Byington, Tom Tully și John Derek în rolurile secundare. Scenariul este scris de Marion Parsonnet pe baza unei povestiri de Marion Parsonnet (Double Furlough).

## Prezentare
Un soldat obosit de atâtea lupte se întâlnește cu o tânără de Crăciun, iar singurătatea lor reciprocă se transformă în romantism.

## Distribuție
- Ginger Rogers - Mary Marshall
- Joseph Cotten - Zachary Morgan
- Shirley Temple - Barbara Marshall
- Spring Byington - Sarah Marshall
- Tom Tully - Henry Marshall
- John Derek - Lt. Bruce (as Dare Harris)
- Chill Wills - Swanson
- Kenny Bowers - Sailor on train

## Producție
Cheltuielile de producție s-au ridicat la 1,3 milioane $ sau 1,5 milioane $.

## Lansare și primire
A avut încasări de peste 6 milioane $.